# Carlos Izquierdoz
Carlos Roberto Izquierdoz (ur. 3 listopada 1988 w Bariloche) – argentyński piłkarz występujący na pozycji środkowego obrońcy, obecnie zawodnik meksykańskiego Santosu Laguna.

## Kariera klubowa
Izquierdoz jest wychowankiem zespołu Club Atlético Lanús, jednak zanim został włączony do seniorskiej drużyny, razem z dziewięcioma kolegami z klubu został wypożyczony do drugoligowego Club Atlético Atlanta. Tam występował przez rok, będąc podstawowym stoperem ekipy, po czym powrócił do macierzystego zespołu, w którego barwach zadebiutował w argentyńskiej Primera División za kadencji szkoleniowca Luisa Zubeldíi, 6 sierpnia 2010 w wygranym 2:1 spotkaniu z Arsenalem de Sarandí. Początkowo pełnił rolę rezerwowego, lecz już z początkiem kolejnego roku wywalczył sobie niepodważalne miejsce na środku obrony, premierowego gola w najwyższej klasie rozgrywkowej zdobywając 26 marca 2011 w wygranej 4:1 konfrontacji z Racing Clubem. W wiosennym sezonie Clausura 2011 zdobył z Lanús wicemistrzostwo kraju i sukces ten powtórzył również kilka lat później, podczas jesiennych rozgrywek Inicial 2013. W tym samym roku triumfował także z drużyną prowadzoną przez Guillermo Barrosa Schelotto w rozgrywkach Copa Sudamericana. Ogółem w barwach Lanús spędził cztery lata, tworząc czołowy duet stoperów ligi argentyńskiej z Paolo Goltzem.
Latem 2014 Izquierdoz za sumę 3,5 miliona dolarów przeszedł do meksykańskiego zespołu Santos Laguna z siedzibą w Torreón. W tamtejszej Liga MX zadebiutował 19 lipca 2014 w wygranym 1:0 meczu z Veracruz, z miejsca zostając kluczowym graczem ekipy. Pierwszą bramkę w lidze meksykańskiej strzelił 26 września tego samego roku w przegranym 1:4 pojedynku z Américą i jeszcze w tym samym, jesiennym sezonie Apertura 2014 zdobył z Santosem Laguna puchar Meksyku – Copa MX. Bezpośrednio po tym sukcesie – wobec odejścia legendy klubu Oswaldo Sáncheza – został mianowany przez portugalskiego trenera Pedro Caixinhę nowym kapitanem zespołu. W wiosennym sezonie Clausura 2015 wywalczył ze swoją ekipą tytuł mistrza Meksyku oraz wygrał superpuchar kraju – Campeón de Campeones, kompletując tym samym potrójną koronę.

## Statystyki kariery
| Atlanta       | 2009–2010 | Argentyna | Primera B Nacional | 35  | 5  | —  | —       | —             | —  | —   | 35  | 5  |
| Lanús         | 2010–2011 | Argentyna | Primera División   | 16  | 1  | —  | —       | —             | —  | —   | 16  | 1  |
| Lanús         | 2011–2012 | Argentyna | Primera División   | 28  | 2  | 1  | 0       | CS + CL       | 3  | 0   | 32  | 2  |
| Lanús         | 2012–2013 | Argentyna | Primera División   | 21  | 2  | 2  | 0       | —             | —  | —   | 23  | 2  |
| Lanús         | 2013–2014 | Argentyna | Primera División   | 35  | 2  | —  | —       | CS + CL       | 20 | 2   | 55  | 4  |
| Santos Laguna | 2014–2015 | Meksyk    | Liga MX            | 39  | 4  | 9  | 1       | —             | —  | —   | 48  | 5  |
| Santos Laguna | 2015–2016 | Meksyk    | Liga MX            | 33  | 1  | 1  | 0       | LMC           | 7  | 1   | 41  | 2  |
| Santos Laguna | 2016–2017 | Meksyk    | Liga MX            | 0   | 0  | —  | —       | —             | —  | —   | 0   | 0  |
| Ogółem        |           |           |                    |     |    |    |         |               |    |     |     |    |
| Argentyna     | Argentyna | Argentyna | 135                | 12  | 3  | 0  | CS + CL | 23            | 2  | 161 | 14  |    |
| Meksyk        | Meksyk    | Meksyk    | 72                 | 5   | 10 | 1  | LMC     | 7             | 1  | 89  | 7   |    |
| Ogółem        | Ogółem    | Ogółem    | Ogółem             | 207 | 17 | 13 | 1       | CS + CL + LMC | 30 | 3   | 250 | 21 |

Stan na 1 lipca 2016.
Legenda:
- CS – Copa Sudamericana
- CL – Copa Libertadores
- LMC – Liga Mistrzów CONCACAF